# Gąszcz
Gąszcz – polski telewizyjny film fabularny z 1974 r., w reżyserii Andrzeja Konica. Film ten należy do cyklu Najważniejszy dzień życia.

## Fabuła
Pułkownik Milicji Obywatelskiej Stefko, po trzydziestu latach nieobecności, przybywa do miasteczka będącego tuż po II wojnie światowej miejscem jego pracy. Wówczas doszło tutaj do zabójstwa. Stefko ujął mordercę, którym okazał się niejaki Antoni Mizura. Mężczyznę skazano na wieloletnie więzienie. Obecnie jego kara dobiegła końca. Następuje spotkanie Mizury i Stefki. Były skazaniec prosi milicjanta o ponowne przeprowadzenie śledztwa. Mizura twierdzi, że był niewinny. Wobec tego zaniepokojony Stefko decyduje się wyjaśnić wszelkie wątpliwości dotyczące przestępstwa. Drobiazgowe dochodzenie wykazuje niezbicie, że Mizura jednak zabił Chwalkę, lecz zrobił to w obronie własnej.

## Obsada
- Zygmunt Kęstowicz – pułkownik Stefko
- Jerzy Matałowski – Witek, syn Stefki
- Wacław Ulewicz – Antoni Mizura
- Wanda Majerówna – Maria Tomczakowa
- Anna Seniuk – Marta Chwalkówna
- Jan Ciecierski – Michał Jakubiec
- Stefania Iwińska – Chwalkowa
- Zdzisław Krauze – Tomczak
- Marian Łącz – Jan Chwalko
- Aleksander Błaszczyk – sierżant MO
- Włodzimierz Kłopocki – Wacław Łysiak
- Tadeusz Wojtych – Biedronka, kierownik restauracji „Popularna”
- Zdzisław Maklakiewicz – pijaczek w knajpie Biedronki
- Janusz Bukowski – dziennikarz
- Janina Ratajska − matka Mizery